# Jeff Bleckner
Jeff Bleckner (Brooklyn, 12 agosto 1943) è un regista televisivo e regista teatrale statunitense.

## Biografia
Nato a Brooklyn, Bleckner debuttò come regista off-Broadway nel 1970 con The Unseen Hand/Forensic and the Navigators, un'opera ad atto unico di Sam Shepard, alla quale seguirono altre tre produzioni dello stesso tipo scritte da David Rabe (le prime due della trilogia sulla Guerra del Vietnam, The Basic Training of Pavlo Hummel e Sticks and Bones, e The Orphan), The Secret Affairs of Mildred Wild di Paul Zindel e The Goodbye People di Herb Gardner.
Per la televisione diresse svariati episodi delle serie I ragazzi del sabato sera, Bret Maverick, The Stockard Channing Show, Knots Landing, Dynasty, Trapper John, M.D., Lou Grant, Remington Steele, Hill Street Blues, Una donna alla Casa Bianca, Medium, Hawthorne - Angeli in corsia, Boston Legal, oltre che diversi film.

## Filmografia parziale
- Ricordami ancora (Remember Sunday) del 2013
- Un cuore semplice del 1999

## Premi e riconoscimenti
Vinti
- 1971 Drama Desk Award Most Promising Director (The Basic Training of Pavlo Hummel)
- 1972 Drama Desk Award per il miglior regista (Sticks and Bones)
- 1982 Primetime Emmy Award alla miglior regia per una serie televisiva drammatica (Hill Street giorno e notte)
- 1984 Primetime Emmy Award alla miglior regia per un film, miniserie o speciale drammatico (Concealed Enemies)
- 1984 Directors Guild of America Award for Outstanding Directorial Achievement in a Dramatic Series (Hill Street giorno e notte)
- 2001 Directors Guild of America Award for Outstanding Directorial Achievement in Movies for Television (The Beach Boys: An American Family)

Candidature
- 1972 Tony Award alla miglior regia di un'opera teatrale (Sticks and Bones)
- 1982 Primetime Emmy Awards alla miglior regia per una serie televisiva drammatica (Hill Street giorno e notte)
- 1985 Primetime Emmy Award alla miglior regia per un film, miniserie o speciale drammatico (Do You Remember Love)
- 1986 Directors Guild of America Award for Outstanding Directorial Achievement in Dramatic Specials (Do You Remember Love)
- 1995 Emmy Award per la miglior regia per una miniserie o speciale comici (Serving in Silence: The Margarethe Cammermeyer Story)
- 2000 Emmy Award per la miglior miniserie comica (The Beach Boys: An American Family)
- 2001 Directors Guild of America Award for Outstanding Directorial Achievement in Movies for Television (The Beach Boys: An American Family)
- 2004 Directors Guild of America Award for Outstanding Directorial Achievement in Movies for Television (The Music Man)
- 2012 Directors Guild of America Award for Outstanding Directorial Achievement in Movies for Television/Mini-Series Beyond the Blackboard (2011)